# Aram Hacsaturján
Aram Hacsaturján, oroszul: Арам Ильич Хачатурян (Aram Iljics Hacsaturján), örményül: Արամ Խաչատրյան (Tbiliszi, 1903. június 6. – Moszkva, 1978. május 1.), örmény származású szovjet zeneszerző, a 20. századi komolyzene egyik kiemelkedő, ünnepelt alakja. Művészete, melyre nagy hatással volt az örmény népzene, a zeneszerző sajátos tehetségéről árulkodik, művei rendkívüli egyediséget mutatnak. Munkásságát számos díjjal és kitüntetéssel ismerték el a Szovjetunióban és külföldön egyaránt.

## Élete
Szegény örmény családba született 1903. június 6-án (az Orosz Birodalomban akkor érvényes Julián naptár szerint május 24-én) a grúziai Tbilisziben (akkor Tiflisz). Fiatalon kapcsolatba került a népzenével. Elbűvölték a hallott népi dallamok, jóllehet nem volt még zeneértő.
Örményország 1920-ban a Szovjetunió tagállama lett, a fiatal Aram ekkor egy örményországi propaganda-vonatúthoz csatlakozott, melyen grúz–örmény művészek vettek részt. A következő évben Moszkvába utazott bátyjához, aki a Második Moszkvai Művészeti Színház színpadi rendezője volt. Bár nem volt zenei előképzettsége, Hacsaturján tehetséges volt, így felvették a Gnyeszin Intézetbe. Itt csellózni tanult Szergej Bicskov, majd Andrej Boriszjak keze alatt. Maga Mihail Gnyeszin 1925-ben kezdett zeneszerzést oktatni a főiskolán. Hacsaturjánt 1929-ben a moszkvai konzervatóriumba vették át, ahol Nyikolaj Mjaszkovszkij (zeneszerzés) és Szergej Vaszilenko (hangszerelés) oktatta. Itt végzett 1934-ben.

### Az 1930-as években
Elvette Nyina Makarova zeneszerzőnőt, volt iskolatársát Mjaszkovszkij csoportjából. 1951-ben a Gnyeszin Állami Zenei és Pedagógiai Intézet (Moszkva) és a Moszkvai Konzervatórium professzora lett. A Zeneszerzők Egyesületében a moszkvai részleg elnökhelyettese lett, 1937-ben. A Szovjet Zeneszerzők Szervezeti Bizottságának alelnökévé nevezték ki 1939-ben. Boldogság című balettjét 1939-ben szerezte, majd a későbbi Gajane című balettben ismét felhasználta.

### A negyvenes években

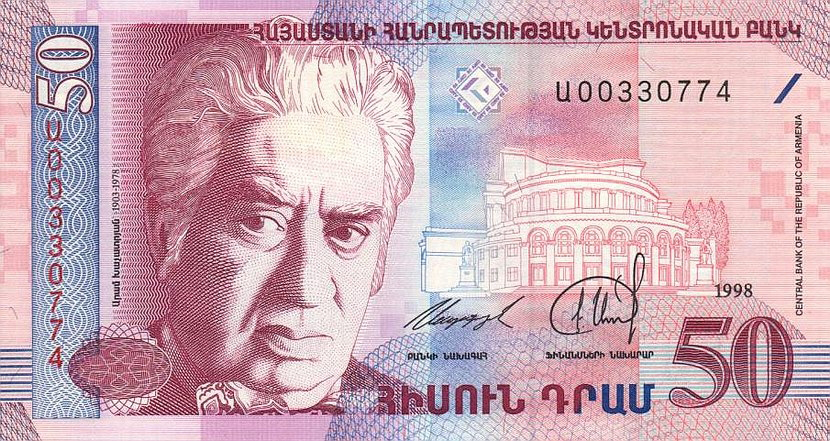
Arcképe az ötvendramoson

1943-ban belépett a Szovjetunió Kommunista Pártjába. 1948-ban átmenetileg kiesett a hivatali kedvezményezettek köréből. Szimfonikus költeménye, későbbi elnevezéssel a Harmadik Szimfónia, felkeltette a pártharagot vele szemben. Ironikus módon Hacsaturján a művet épp a kommunizmus iránti tiszteletből írta: „Olyan kompozíciót akartam alkotni, melyet a közönség egyfajta íratlan programként fog értékelni. Azt akartam, hogy a szovjet emberek öröme, büszkesége fejeződjön ki benne, gyönyörű országuk láttán.” Talán épp, mert nem csatolt programot zenéjéhez, a dolog visszafelé sült el. Zsdanovnak, a Kommunista Párt Központi Bizottsága titkárának nevéhez köthető az 1948-as ún. Zsdanov-rendelet, amely elítélte Sosztakovicsot, Prokofjevet, Hacsaturjánt más szovjet zeneszerzőkkel egyetemben, mint formalista és a néptől elfordult művészeket. A megnevezett művészek ez időre már a „szovjet zene titánjai”-ként voltak számon tartva a 20. századi világ vezető zeneszerzői között. Mindezek ellenére a megvádoltaknak nyilvánosan kellett megkövetniük hazai közönségüket, a szovjet népet. A rendelet Hacsaturjánt mélységesen megrendítette: „Tragikus napok voltak azok… Nagy pofon volt ez nekem. Megbánó beszédem az Első Kongresszuson őszintétlen volt. Összetört voltam. Romjaimban voltam. Komolyan fontolgattam a hivatásváltást.” E szégyenletes epizód ellenére Hacsaturján mégis visszatért a kegyeltek körébe. Számos állami kitüntetést kapott mind a rendelet előtt, mind a rendelet után. Így négy Sztálin-díjat (1941, 1943, 1946 és 1950), egy Lenin-díjat (1959), egy Szovjetunió Állami Díját (1971), és a Szocialista Munka Hőse Kitüntetést (1973). 1957-től ismét betöltötte a Zeneszerzők Egyesületének elnökségi-titkári posztját.
Nem sokkal a 75. születésnapja előtt hunyt el. Jerevánban temették el több kiemelt örmény művész mellett, akik bemutatták az örmény művészetet a világ számára. Az 1998-as örmény 50 dramos papírpénzen az ő képe van.

## Művészete
Számos concertót és concerto-rapszódiát írt hegedűre, csellóra és zongorára. Concerto-hármasa a három ismert szovjet előadóművész – David Ojsztrah  (hegedű), Szvjatoszlav Knusevickij (cselló) és Lev Oborin (zongora) – számára íródott, akik 1941 és 1963 között koncerteztek vele. Zongorakoncsertója volt az első mű, mely nyugaton is elismerésre talált. Hacsaturján szimfóniája is, tőle megszokottan, változatos zenei megoldásokat alkalmaz. A harmadik tételben tizenöt trombitát és orgonát is felvonultat.
Legnagyobb szabású munkái a Spartacus és a Gajane balett. Ezek egyben a legismertebb művek is. A Gajane utolsó felvonásának híres Kardtánc dallama különösen kedvelt.
Számos művet írt szólózongorára. Két zenei albumot gyermekeknek (op. 62 és 100). A Gyermekalbum 1. könyvét először 1947-ben adták ki. Ebben találunk egy 1926-os szerzésű könnyed, melodikus andantínó dallamot, ismertebb nevén az „Iván énekel”-t. A darabsorozat 8–10 kisebb részből áll,  eredetileg Iván kalandjai címmel. A Gyermekalbum 2. könyvét először 1964-ben adták ki. Ebben találunk egy 1928-as fúgát, valamint egy ütemes programzenét, „Két vicces nagynéni vitája”, ill. néha Két hölgy pletykál címmel. Filmzenéket is szerzett. Mihail Lermontov Masquerade című színpadi darabjához írt zenét 1941-ben. Az ebben hallható zenekari szvit is meglehetősen népszerűvé vált.
A Spartacus balett zenéje rendkívül plasztikus, abszolút filmzeneszerű. Különösen Spartacus és Phrygia adagiója, mely a BBC közkedvelt sorozatának, Az Onedin család-nak főcímzenéje is lett. A dallam megérdemelten a brit nagyközönség legkedveltebb klasszikus művei közé tartozik. A balettek számait – köztük a kardtáncot – felhasználta  még Joel Coen A nagy ugrás című filmjükhöz és Stanley Kubrick 2001: Űrodüsszeiához (a Gajane adagiója). A Spartacus zene tetőpontját hallhatjuk a Caligula és a Jégkorszak 2. – Az olvadás c. filmekben.
Az Örmény Szovjet Szocialista Köztársaság himnuszát ugyancsak Hacsaturján szerezte.

## Hatása
Aram Hacsaturján az örmény zeneszerzők generációinak volt ikonikus személyisége. Művei kijárták az utat az újabb stílusok és merész felfedezések számára, még ha saját stílusa a rezsim alapos kontrollja alatt állt is. Arra bátorította a fiatal zeneszerzőket, hogy kísérletezzenek új hatásokkal, és találják meg saját hangjukat. Színes hangszerelési technikájának Sosztakovics és mások is csodálói voltak a múltban. Zenéjének máig tartó frissessége és vitalitása a modern zeneszerzőknek is példa, befolyással van az örmény klasszikus hagyományok szinte mindegyik trendjére, legyen az szimfonikus vagy kamarazenei.
A megérintett zeneszerzők közül néhány: Alexander Arutiunjan, Arno Babajanjan, Tigran Mansurjan, Edgar Hovannisjan, Edward Manukjan, Loris Tyeknavorjan.
Híressé vált tanítványai: Aziz El-Savan, Andrej Eszpaj, Vjacseszlav Grokovszkij, Tolib Sakidi, Enrike Ubieta, Anatol Vieru.

## Művei
Balettek
- Szcsasztye (Boldogság, Jereván, 1939) – balett három felvonásban, epilógussal
- Gajane (1939–41), balett négy felvonásban és epilógussal -  benne a híres „Kardtánc” dallam
- Spartacus (1950–54) - balett három felvonásban

Zenekari művek
Szimfóniák:
1. szimfónia
2. szimfónia - „Harang szimfónia” (két változata: 1943, 1944)
3. szimfónia (az ominózus „Szimfonikus költemény”) (1947)
- Táncszvit (1933)
- 1., 2., 3. Gajane - szvit (1943)
- Az Örmény SZSZK állami himnusza (1944)
- Orosz fantázia (1944)
- Masquerade - szvit (1944)
- Óda V.I. Lenin emlékére (1948)
- A sztálingrádi csata - szvit (1949)
- „Győzelmi vers”, fesztiválvers (1950)
- A valenciai özvegy - szvit (1952)
- 1., 2., 3. Spartacus - szvit (1955)
- Szimfonikus képek a „Spartacus”-ból (1955)
- „Tisztelgés Nyitány” (1958)
- Lermontov - szvit (1959)

Vokális zenekari művek
- „Vers Sztálinról” (1938)
- Három ária (vers, legenda, ditürambosz), magas hangra és zenekarra (1946)
- „Örömóda” - ballada női szólóra, kórusra, hegedűre, hárfára és zenekarra (1956)
- „Ballada a hazáról” szólistákra és szimfonikusokra (1961)

Versenyművek
- Zongoraverseny (1936)
- Hegedűverseny (1940), fuvolára írt változata is ismert.
- Csellóverseny (1946)
- Concerto-rapszódia hegedűre és zenekarra (1961)
- Concerto-rapszódia csellóra és zenekarra (1963)
- Concerto-rapszódia zongorára és zenekarra (1968)

Kamarazene
- Vonóskvartett (1931)
- Trió - klarinét, hegedű, zongora (1932)

Hangszeres művek
- „Vándorló Asug dala” csellóra és zongorára (1925)
- Elégia csellóra és zongorára (1925)
- Cselló- és zongoradarab (1926)
- „Első tánc” hegedűre és zongorára (1926)
- Álom csellóra és zongorára (1927)
- „Pantomim” oboára és zongorára (1927)
- Allegretto hegedűre és zongorára (1929)
- Énekes vers (Asugnak) hegedűre és zongorára (1929)
- Táncdallam bajranra (1932)
- Hegedűszonáta (1932)
- Noktürn a „Masquerade”-ból hegedűre és zongorára (1941)
- Szonáta szólócsellóra (1974)
- Szonáta-dal szólóbrácsára (1976)

Zongoraművek
- Poéma (1925)
- Poéma (1926)
- Keringő-etüd (1926)
- Andantino (1926)
- Variációk a "Solvejg" témára (1928)
- Hét recitativo és fuga (1928, 1966)
- Szvit (toccata, keringő-capriccio, tánc) (1932)
- 3. tánc (1933)
- 3. induló (1934)
- Bugyenovka, tömegtánc (dátum nélkül)
- "Koreografikus" keringő (1944)
- Három darab (ostinato, románc, fantasztikus keringő)
- 1. Album gyermekeknek - 10 zenedarab - (1947)
- Keringő a "Masquerade"-ból (1952)
- Zongora szonatina (1959)
- Zongora szonatina (1961)
- 2. Album gyermekeknek (1965)
- Toccata (1932)

Kísérőzene
- Bagdasár papa (1927)
- Katabala (1928)
- A távolkeleti fogász (1928)
- Macbeth (1933)
- Az otthon romjai (1935)
- Nagy nap (1937)
- Baku (1937)
- A valenciai özvegy (1940)
- Masquerade (1941)
- Kreml harangjáték
- Hangzáscserkész (1943)
- Az utolsó nap (1945)
- Mese az igazságról (1947)
- Ilja Golovin (1949)
- Tavaszi folyam (1953)
- Őrangyal Nebraszkából (1953)
- Lermontov (1954)
- Macbeth (1955)
- Lear király (1958)

Filmzenék
- Pepo (1934-5)
- Zangezur (1937-8)
- A kert (1938)
- Szalavat Julajev (1939)
- A 217. sz. lány (1945)
- Az orosz kérdés (1947)
- Van hazájuk (1948)
- V.I. Lenin (1948)
- A sztálingrádi csata (1949)
- Titkos küldetés (1950)
- Usakov admirális (1953)
- Hajókkal a bástyákhoz (1953)
- Saltanat (1955)
- Örökláng (1956)
- Othello (1955)
- Rómeó és Júlia (1956)
- A párbaj (1957)
- A béke mérge (1962)

Dalok
- Jövőnk (Burunyov, 1931)
- Új dal (Csarenc, 1931)
- Sarjad a vetés (Gidas, 1932)
- Pepo dala (Csarenc, 1934)
- A Gogol körúton (Mihalkov, 1935)
- Harcra, bajtársak (Szmoljan, 1936)
- Az én kedves kertem (Lebegyev-Kumacs, 1938)
- Irán lányai (Lahuti, 1939)
- Nina románca - a Masquerade-ból
- Gastello kapitány (Lugin, 1941)
- A keleti-tenger (Radionov, a "Kreml harangjáték" színműhöz)
- Hatalmasabb Ural - (Barto, 1943)
- Gárdainduló (Lebegyev-kumacs, 1942)
- Én Uralom (Szlavin, 1943)
- Az Ural fiai, jó harcosok (Garto, 1943)
- Várlak (Szlavin, 1943)
- Az Örmény SZSZK himnusza (1944)
- Dal a hazáról (Rubljov, 1948)
- Haragvók dala (Rubljov, 1948)
- Dal Jerevánról (Grasi, 1948)
- A szivek dala (Mihalkov, 1949)
- Hazám (Szadofjev, 1950)
- Örmény adoma (Grasi, 1950)
- Dal a lányokról (Grasi, 1950)
- Varázsszőnyeg (Grasi, 1951)
- Hazám (Gridow, 1951)
- Békeeskü (Rubljov, 1951)
- A békeharcos lányok dala (Osztrova, 1951)
- Virággal köszöntlek... (Grasi, 1952)
- Desdemona hangja, Katonadal, Fűzvadal (az Othello filmzenéből, 1956)
- Tavaszkarnevál (Gradov, 1956)

Rézfúvósokra
- 1. sz. Harci induló
- 2. sz. Harci induló (1930)
- Tánczene, egy örmény ének témájára (1932)
- A nagy honvédő háború hőseinek, induló (1942)
- A moszkvai Vöröszászlós nemzetőrök indulója (1973)

## Fordítás
- Ez a szócikk részben vagy egészben  az   Aram Khachaturian című angol Wikipédia-szócikk fordításán alapul.  Az eredeti cikk szerkesztőit annak laptörténete sorolja fel. Ez a jelzés csupán a megfogalmazás eredetét és a szerzői jogokat jelzi, nem szolgál a cikkben szereplő információk forrásmegjelöléseként.
- Ez a szócikk részben vagy egészben  az   Aram Chatschaturjan című német Wikipédia-szócikk fordításán alapul.  Az eredeti cikk szerkesztőit annak laptörténete sorolja fel. Ez a jelzés csupán a megfogalmazás eredetét és a szerzői jogokat jelzi, nem szolgál a cikkben szereplő információk forrásmegjelöléseként.